# 5 décembre en sport
5 novembre 5 janvier
Chronologies thématiques
- Croisades
- Ferroviaires
- Disney

Le 5 décembre (339e jour de l'année ou 340e en cas d'année bissextile) en sport.

## Événements

### XIXesiècle
- 1856 :
  - (Baseball) : publication d’un article dans le New York Clipper qui fait mention du baseball comme le « national pastime », le passe-temps national des Américains[1].
- 1882 :
  - (Football) : fondation en Suède du club de Gefle IF basé à Gävle

### XXesiècle: de1951à2000
- 1993 :
  - (Tennis) : l’Allemagne gagne l'édition 1993 de la Coupe Davis en s’imposant 4-1 en finale face à l’Australie, au Palais des Expositions de Düsseldorf.

### XXIesiècle
- 2015 :
  - (Handball /Championnat du monde féminin) : début la 22e édition du championnat du monde de handball féminin qui est organisée par le Danemark jusqu'au 20 décembre 2015.
- 2017 :
  - (Jeux Olympiques /JO 2018) : le CIO annonce la suspension de la Russie pour les Jeux Olympiques 2018 à la suite de la révélation du système de dopage d'État lors des Jeux olympiques de Sotchi 2014. Mais ses athlètes pourront participer sous une bannière neutre[2].
- 2021 :
  - (Compétition automobile /Formule1) : sur le Grand Prix automobile d'Arabie saoudite disputé disputé sur le Circuit de la corniche de Djeddah, victoire du Britannique Lewis Hamilton qui devance le Néerlandais Max Verstappen et le Finlandais Valtteri Bottas. Au classement les deux premiers sont à égalité de points avant l'ultime Grand Prix automobile d'Abou Dabi[3].
  - (Tennis /Coupe Davis) : en finale de la 109e édition de la Coupe Davis, la Russie s'impose face à la Croatie 2-0, c'est la troisième de son histoire après 2002 et 2006[4].

## Naissances

### XIXesiècle
- 1849 :
  - Charles Meysey-Thompson, footballeur anglais. († 11 septembre 1881).
- 1877 :
  - Alessandro Anzani, cycliste sur route puis pilote de moto français. († 23 juillet 1956).
- 1880 :
  - William Hern, hockeyeur sur glace canadien. († 24 juin 1929).
- 1881 :
  - Ernest Paul, cycliste sur route français. († 9 septembre 1964).

### XXesiècle: de1901à1950
- 1903 :
  - Kelly Petillo, pilote de courses automobile américain. Vainqueur des 500 miles d'Indianapolis 1935. († 30 juin 1970).
- 1917 :
  - Ken Downing, pilote de courses automobile britannique. († 3 mai 2004).
- 1925 :
  - Henri Oreiller, skieur alpin et pilote de courses automobile français. Champion olympique de la descente et du combiné, puis médaillé de bronze du slalom aux Jeux de Saint-Moritz 1948. († 7 octobre 1962).
- 1927 :
  - Oscar Miguez, footballeur uruguayen. Champion du monde de football 1950. Vainqueur de la Copa América 1956. (39 sélections en équipe nationale). († 19 août 2006).
- 1931 :
  - Ladislav Novák, footballeur puis entraîneur tchécoslovaque puis tchèque. (75 sélections en équipe nationale). († 21 mars 2011).
- 1942 :
  - Bryan Murray, hockeyeur sur glace puis entraîneur et dirigeant sportif canadien. († 12 août 2017).
  - Daniel Revenu, escrimeur français. († 3 janvier 2024).
- 1946 :
  - Sarel van der Merwe, pilote de rallyes et d'endurance sud-africain.
- 1947 :
  - Jim Plunkett joueur de foot U.S. américain.

### XXesiècle: de1951à2000
- 1951 :
  - Georges Talbourdet, cycliste sur route français. († 4 décembre 2011).
- 1952 :
  - Joao Alves, footballeur puis entraîneur portugais. (36 sélections en équipe nationale).
- 1954 :
  - Keith Robertson, joueur de rugby à XV écossais. Vainqueur du Grand Chelem 1984. (44 sélections en équipe nationale).
- 1956 :
  - Klaus Allofs, footballeur allemand. Champion d'Europe de football 1980. Vainqueur de la Coupe d'Europe des vainqueurs de coupe 1992. (56 sélections en équipe nationale).
- 1957 :
  - Art Monk joueur de foot U.S. américain.
- 1959 :
  - Lee Chapman, footballeur anglais.
- 1962 :
  - Edi Orioli, pilote de rallye-raid moto italien. Vainqueur des Rallye Dakar 1988, 1990, 1994 et 1996.
- 1964 :
  - Pablo Morales nageur américain. Champion olympique du 4 × 100 4 nages, médaillé d'argent du 100 m papillon et 200 m 4 nages aux Jeux de Los Angeles 1984 puis champion olympique du 100 m papillon et du relais 4 × 100 m 4 nages aux Jeux de Barcelone 1992. Champion du monde de natation du 100 m papillon et du relais 4 × 100 m 4 nages 1986.
- 1967 :
  - Frank Luck, biathlète allemand. Champion olympique du relais 4 × 7,5 km et médaillé d'argent du 20 km aux Jeux de Lillehammer 1994 puis champion olympique du relais 4 × 7,5 km aux Jeux de Nagano 1998 et médaillé d'argent du 20 km et du relais 4 × 7,5 km aux Jeux de Salt Lake City 2002. Champion du monde de biathlon du 10 km sprint et du relais 4 × 7,5 km 1989, champion du monde de biathlon de la course par équipes et médaillé de bronze du relais 1990 et 1993, champion du monde de biathlon du relais 1991, 1995, 1997, 2003 et 2004, champion du monde de biathlon du sprint 10 km 1999 puis champion du monde de biathlon de la poursuite 2000.
- 1970 :
  - Jordi Gené, pilote de course automobile d'endurance espagnol.
- 1972 :
  - Cliff Floyd, joueur de baseball américain.
- 1974 :
  - Christelle Daunay, athlète de fond française. Championne d'Europe d'athlétisme du marathon 2014.
- 1975 :
  - Ronnie O'Sullivan, joueur de snooker anglais. Champion du monde de snooker 2001, 2004, 2008, 2012 et 2013.
- 1978 :
  - Olli Jokinen, hockeyeur sur glace finlandais.
  - Peter Hlinka, footballeur slovaque. (28 sélections en équipe nationale).
  - Marcelo Zalayeta, footballeur uruguayen. (33 sélections en équipe nationale).
- 1979 :
  - Jordi Bargalló, joueur de rink hockey espagnol. Champion du monde de rink hockey masculin 2005, 2007, 2009 et 2011. Champion d'Europe de rink hockey 2008, 2010 et 2012.
  - Niklas Hagman, hockeyeur sur glace finlandais. Médaillé d'argent aux Jeux de Turin 2006.
- 1982 :
  - Zina Kocher, biathlète canadienne.
  - Ján Mucha, footballeur slovaque. (16 sélections en équipe nationale).
- 1983 :
  - Cooper Cronk, joueur de rugby à XIII australien. (32 sélections en équipe nationale).
- 1984 :
  - Camille Abily, footballeuse française. Victorieuse des Ligue des champions féminine 2011, 2012, 2016 et 2017. (183 sélections en équipe de France).
  - Jonathan Garcia, joueur de rugby à XV français.
  - Edward Zenteno, footballeur bolivien. (12 sélections en équipe nationale).
- 1985 :
  - André-Pierre Gignac, footballeur français. (36 sélections en équipe de France).
  - Arinze Obiora, athlète de sauts en hauteur nigérian.
  - Josh Smith, basketteur américain.
- 1986 :
  - LeGarrette Blount joueur de foot U.S. américain.
  - Nicolas Marroc, pilote de course automobile d'endurance français.
  - Justin Smoak, joueur de baseball américain.
- 1987 :
  - Johannah Leedham, basketteuse britannique. (36 sélections en équipe nationale).
  - A.J. Pollock, joueur de baseball américain.
- 1988 :
  - Rumi Utsugi, footballeuse japonaise. Championne du monde de football 2011. Championne d'Asie de football 2014 et 2018. (103 sélections en équipe nationale).
- 1989 :
  - Tina Charles, basketteuse américaine. Championne olympique aux Jeux de Londres 2012 et aux Jeux de Rio 2016. Championne du monde de basket-ball féminin 2010 et 2014. Victorieuse de l'Eurocoupe féminine 2014.
  - Linet Masai, athlète de fond kényane. Championne du monde de cross-country par équipes 2009, 2010 et 2011. Championne du monde d'athlétisme du 10 000 m 2009.
  - Jean-Marc Mwema, basketteur belge.
  - Miralem Sulejmani, footballeur serbe. (20 sélections en équipe nationale).
  - Conor Trainor, joueur de rugby à XV canadien. (34 sélections en équipe nationale).
- 1990 :
  - Adel Mechaal, athlète espagnol.
  - Vincent Sanford, basketteur américain.
- 1991 :
  - Cam Fowler, hockeyeur sur glace canadien.
  - Christian Yelich, joueur de baseball américain.
  - Abdellah Zoubir, footballeur français.
- 1992 :
  - Nathan Beaulieu, hockeyeur sur glace canadien.
- 1993 :
  - Ross Barkley, footballeur anglais. Vainqueur de la Ligue Europa 2019. (33 sélections en équipe nationale).
  - Joris Ortega, basketteur français.
- 1994 :
  - Semi Ojeleye, basketteur américain.
  - Guy Sagiv, cycliste sur route israélien.
- 1995 :
  - Anthony Martial, footballeur français. (17 sélections en équipe de France).
  - Kaetlyn Osmond, patineuse artistique canadienne. Médaillée d'argent par équipes aux Jeux de Sotchi 2014. Championne du monde de patinage artistique en individuelle 2018.
- 1998 :
  - Phlandrous Fleming Jr., basketteur américain.
  - Randal Kolo Muani, footballeur français. (2 sélections en équipe de France).
- 2000 :
  - Sixtine Macquet, basketteuse française.

### XXIesiècle
- 2002 :
  - Check Oumar Diakité, footballeur français.

## Décès

### XXesiècle: de1951à2000
- 1951 :
  - Joe Jackson, 64 ans, joueur de baseball américain. (° 16 juillet 1887).
- 1953 :
  - Georges Bayrou, 69 ans, footballeur puis dirigeant sportif français. (1 sélection en équipe de France). Président du FC Sète de 1908 à 1950. (° 21 décembre 1883).
- 1966 :
  - Sylvère Maes, 57 ans, cycliste sur route belge. Vainqueur des Tours de France 1936 et 1939 puis de Paris-Roubaix 1933. (° 22 août 1909).
- 1974 :
  - Hazel Hotchkiss, 87 ans, joueuse de tennis américaine. Championne olympique du double et du double mixte aux Jeux de Paris 1924. Victorieuse des US Open 1909, 1910, 1911 et 1919. (° 20 décembre 1886).
- 1978 :
  - Carlos Riolfo, 73 ans, footballeur uruguayen. Champion du monde de football 1930. (2 sélections en équipe nationale). (° 5 novembre 1905).
- 1994 :
  - Rudy Pilous, 80 ans, hockeyeur sur glace puis entraîneur canadien. (° 11 août 1914).(° 11 août 1914).
- 1999 :
  - Claude Ballot-Léna, 63 ans, pilote de courses automobile d'endurance français. (° 7 mars 1936).

### XXIesiècle
- 2004 :
  - Cristiano Júnior, 25 ans, footballeur brésilien. (° 5 juin 1979).
- 2008 :
  - Bolek Tempowski, 87 ans, footballeur franco-hongrois. (1 sélection avec l'équipe de France). (° 31 mai 1921).
- 2009 :
  - Kálmán Markovits, 78 ans, poloïste puis entraîneur hongrois. Champion olympique aux Jeux d'Helsinki 1952 et aux Jeux de Melbourne 1956 puis médaillé de bronze aux Jeux de Rome 1960. Champion d'Europe de water-polo masculin 1954, 1958 et 1962. (137 sélections en équipe nationale). Sélectionneur de l'équipe de Hongrie de 1965 à 1968, médaillée de bronze aux Jeux de Mexico 1968 puis de l'équipe du Mexique et de l'Espagne. (° 26 août 1931).
- 2010 :
  - Don Meredith, 72 ans, joueur de foot U.S. puis consultant américain. (° 10 avril 1938).
- 2011 :
  - Peter Gethin, 71 ans, pilote de F1 britannique. (1 victoire en Grand Prix). (° 21 février 1940).
  - Guennadi Logofet, 69 ans, footballeur et entraîneur soviétique puis russe. (17 sélections avec l'équipe d'Union soviétique). (° 15 avril 1942).
- 2012 :
  - Yves Niaré, 35 ans, athlète de lancers de poids français. (° 20 juillet 1977).
  - Doug Smith, 75 ans, footballeur écossais. (° 18 septembre 2012).
- 2017 :
  - Jacky Simon, 76 ans, footballeur français. (15 sélections en équipe de France). (° 25 mars 1941).
- 2021 :
  - Stevan Jelovac, 32 ans,  basketteur serbe. (° 8 juillet 1989).